# Key system
Key system (sistema de chaves, em português) eram as antigas mesas de telefonista para comutação privada de ligações. O KS era uma mesa com uma matriz de chaves, que o operador usava para comutar os troncos e ramais. Atualmente, a comutação é feita eletronicamente, mas algumas pessoas ainda chamam o terminal de telefonista (mais sofisticado que um telefone comum) de KS.